# Џон Лабок
Џон Лабок, 1. барон Ејвберија, 4. баронет (енгл. John Lubbock, 1st Baron Avebury, 4th Baronet; Кент, 30. април 1834 — 28. мај 1913), познат као Сер Џон Лабок, 4. баронет (енгл. Sir John Lubbock, 4th Baronet) од 1865. до 1900. године, био је енглески банкар, политичар, филантроп, научник и полихистор.
Лабок је био банкар и радио је у породичној компанији, али је значајно допринео археологији, етнографији и неколико грана биологије. Први је употребио термине палеолит и неолит како би разликовао старо и ново камено доба. Помогао је да се успостави археологија као научне дисциплина и био је утицајан у дебатама о еволуционој теорији које су се дешавале у 19. веку.‍:514 Одговоран је и за увођење првог закона о заштити археолошке и архитектонске баштине у Уједињеном краљевству.

## Младост
Џон Лабок је рођен 1834. године у Кенту у породици банкара. Његов отац је једног дана 1842. године дошао кући и рекао да има одличне вести - млади Лабок је помислио да је вест да ће добити понија, али се испоставило да је та одлична вест да ће се Чарлс Дарвин пресетили у њихово село. Млади Лабок је био разочаран у почетку, али је касније често посећивао Дарвина и био један од његових млађих пријатеља. Ово пријатељество је било од кључног значаја за Лабоков даљи живот, јер је Дарвин развио у Лабоку страст за научна истраживања и еволуциону теорију.
Лабок је 1845. године започео студије на Колеџ ИтонИтон Колеџу и након дипломирања је почео да ради у банци оца где је постао партнер у својој 22. години. Баронет је наследио 1865. године након смрти оца.

## Бизнис и политика
Лабок се заинтересовао за политику 1870-их. Био је члан Либералне партије и изабран је за члана парламента 1870. и 1874. године. Изгубио је место у парламенту 1880. године, али је тада изабран за члана Универзитета у Лондону, где је био заменик канцелара од 1872. Као члан парламента је имао успешну политичку каријеру са четири главне агенде: промоцију учења науке у основним и средњим школама; питања државног дуга, слободне трговине и других везаних економских тема; промоцију древних споменика; увођење додатних празника и краћег радног времена за раднике. Одговоран је за увођење значајних закона везаних за ова поља. Када се Либерална партија поцепала 1886. године, Лабок се придружио Лубералној унистичкој партиј.
Лабоково виђење природе и значаја политике су биле под великим утицајем његових научних истраживања, посебно о његовом истраживању раниог људског друштва. Веровао је да се когнитивни основ моралности може обликовати кроз политичку економију, поготово кроз државни образовни систем који има предмете које бира држава. Сматрао је да се мозгови деце могу обликовати кроз учење писања и читања, чиме ће нагињати демократији, либерализму и моралности. Био је гласан заговорник државног образовног акта 1871. године и бранио је увођење државног силабуса током 1870-их и 1880-их.

## Археологија и биологија
Осим рада у банци свог оца, Лабок се интересовао за археологију и еволуцију. Са Џоном Евансом је вршио ископавања у Халштату и предмете из гвозденог доба које су пронашли се налазе у Британском музеју. Говорио је у прилог теорије еволуционисте Томаса Хакслија у познатој дебати о еволуцији на Оксфорду 1860. године. Током 1860-их је објавио много чланака у којима је изнео археолошке доказе који иду у прилог Дарвинове теорије. Током истог овог периода је имао неколико утицајних академских позиција; био је председник Етнолошкок друштва Лондона од 1864. до 1865. године, потпредседник Линејског друштва 1865. године и председник Међународне заједнице праисторијских и протоисторијских наука 1868. Објавио је Пра-историјска времена (енг.Pre-Historic Times) 1865. године, која је постала стандардан уџбеник археологије до краја века и била је публикована у још 7 пута до последњег излажења 1913.
Његова друга књига, О пореклу цивилизације, је објављена 1870. Наредне, 1871. године, је купио део Ејвберија како би заштитио праисторијске камене споменике који сусе налазили ту. Током раних 1870-их је био председник Антрополошког института Велике Британије и Ирске, као и потпредседник Краљевског друштва 1871. године. Током овог периода су он и Џон Еванс били главни утемељивачи археологије као дисциплине.
Лабок је 1865. године објавио једну од најзначајнијих књига о археологији у 19. веку, Праисторијска времен. Први је употребио палеолит и неолит да разликује старо и ново камено доба. Такође је увео дарвиновску теорију људске природе и развоја. Оно што је било ново код Лабока је идеја да су људске групе биле различите једне од других културно, али и биолошки по капацитетима да искористе културу, услед природне селекције.
Лабок је 1871. године купио Ејвбери да би спречио да се уништи мегалит који се ту налазио. Ова и друге претње културном наслеђу су га убедиле да им је потребна правна заштита. Изнео је у парламенту 1874. године предлог да се идентификују древни споменици који заслужују правну заштиту. Предлог је на крају, након доста дискусија, усвојен 1882. године као The Ancient Monuments Act. Закон је штитио 68, углавном праисторијских, споменика и био је претходник свих осталик закона Уједињеног Краљевства о археолошком и архитектоском наслеђу.
Лабок је био и аматерски биолог и публиковао је књигу о опнокрилцима (Ants, Bees and Wasps: a record of observations on the habits of the social hymenoptera. Kegan Paul, London; New York: Appleton, 1884), о чулиним органима инсеката и развоју, интелигенцији животиња и другим темама природне историје. Открио је да су мрави осетљиви на светлост скоро на ултраљубичастом спектру.
Лабок је 1879. године изабран за председника Института банкара 1881. и за председника Британског удружења, а од 1881. до 1886. је био председник Линеан друштва Лондона. Као признање за његов допринос науци, Лабок је добио почасне дипломе неколико универзитета: Оксфорду, Кембриџу, Едимбургу, Даблину... Постао је старатељ Британског музеја 1878. године. Добио је Орден за заслуге (Плави Макс) за науку и уметност у августу 1902. године.